# Forcipomyia phlebotomoides
Forcipomyia phlebotomoides är en tvåvingeart som beskrevs av Bangerter 1933. Forcipomyia phlebotomoides ingår i släktet Forcipomyia och familjen svidknott. Inga underarter finns listade i Catalogue of Life.